# Lonja

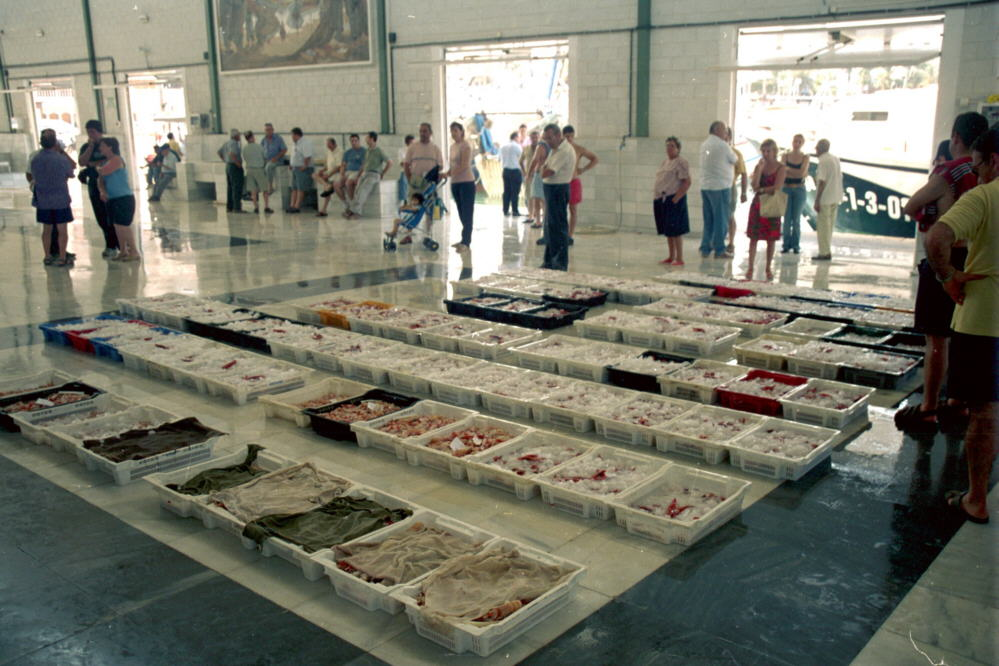
Subasta de pescado en la Lonja del puerto de Garrucha (Almería, España).

Una lonja es un lugar de reunión de los comerciantes. Por el contrario, el término mercado suele asociarse más a la venta al por menor, aunque también existen mercados centrales donde se suele realizar la distribución alimentaria de una ciudad completa, en una acepción sinónima de lonja.
También algunos edificios son conocidos como lonjas sobre todo por haberse fundado en edificios que cumplieron anteriormente o simultáneamente funciones propias de las lonjas.
En las lonjas de pescado es habitual el intercambio por subasta holandesa (a veces, llamada también subasta alemana), en la que se parte de un precio elevado y se va reduciendo hasta que algún comprador para la subasta. En las lonjas de ganado o agrícolas se suele usar la subasta o el trato directo.
En el norte de España, especialmente en el País Vasco y La Rioja, el término lonja es utilizado para referirse a locales comerciales de todo tipo, como por ejemplo en el apunte: "He alquilado una lonja para abrir una zapatería".

## Lonjas y mercados centrales
- Lonja de Albacete
- Mercabarna
- Mercamadrid
- Mercamálaga
- Mercamurcia

## Edificios históricos de lonja
- La Lonja de la Seda de Valencia o Lonja de los Mercaderes monumento gótico civil construido entre 1482 y 1492, por el maestro cantero Pere Compte. Fue declarada Patrimonio de la Humanidad por la Unesco, el 7 de diciembre de 1996.

- La Lonja de Sevilla, en la que se centralizó todo el comercio de América con España desde 1580 hasta 1717, incluyendo todo tipo de productos. El edificio renacentista construido sobre planos de Juan de Herrera, alberga hoy en día el Archivo General de Indias y fue declarado Patrimonio de la Humanidad por la Unesco en 1987.

- Lonja de Palma de Mallorca o Sa Llotja

- Lonja de Zaragoza

- Lonja de Barcelona o Llotja del Mar

- Lonja de Castellón de Ampurias

- Lonja de Perpiñán

- Lonja de Tortosa

- Lonja de Alcañiz

- El Resbaladero de El Puerto de Santa María, del siglo XVIII.

- Lonja de Mercaderes de Granada, Monumento Nacional del siglo XVI, al más puro renacimiento, obra de Enrique Egas

- Lonja del Comercio de La Habana